# Jean-Joseph Tarayre

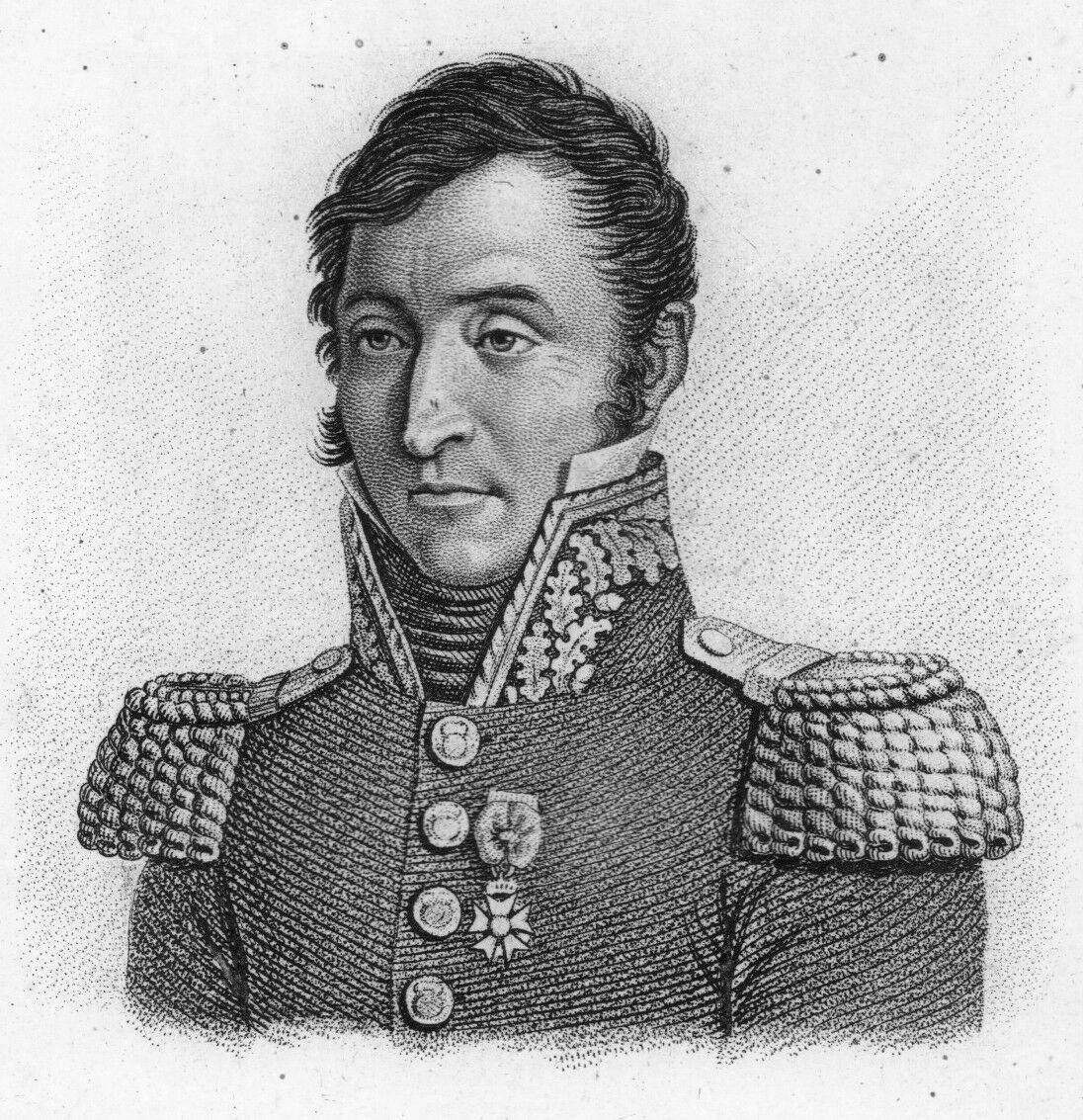
Général Jean Joseph Tarayre

Jean-Joseph Tarayre (* 21. Mai 1770 in Solsac, Gemeinde Salles-la-Source, bei Marcillac-Vallon; † 27. November 1855 in Rodez, Département Aveyron) war ein französischer General der Revolution und des Ersten Kaiserreichs.

## Leben
Jean Joseph Tarayre war der Sohn des wohlhabenden Landwirts Francois Tarayre und seiner Frau Antoinette Poujols und das zweitälteste von 12 Kindern.
Nach mehrjährigem Studium am Seminar von Saint-Geniez-d’Olt, dann am College von Rodez, fiel er wegen seines Patriotismus und seiner intellektuellen Fähigkeiten auf und wurde am Föderationstag (Fête de la Fédération) vom 14. Juli 1790 aufgefordert, das Département Aveyron zu vertreten.
In erster Ehe war er mit Anna Cambier (1790–1817) Tochter von Jacob Jan Cambier, Minister des Königs von Holland, verheiratet. Der Ehe entsprangen fünf Kinder.
In zweiter Ehe heiratete er Élisabeth van Mierlo (1790–1871), mit der er eine Tochter hatte.
Zwischen 1840 und seinem Tod 1855, verbrachte er seinen Ruhestand in Salles-la-Source und verwaltete seine Besitzungen in Billorgues. Er führt dort interessante landwirtschaftliche Experimente durch und versuchte die landwirtschaftlichen Praktiken, die er während seines Aufenthalts in Holland gesehen hat, auf seinen Besitzungen anzuwenden.

## Militärkarriere

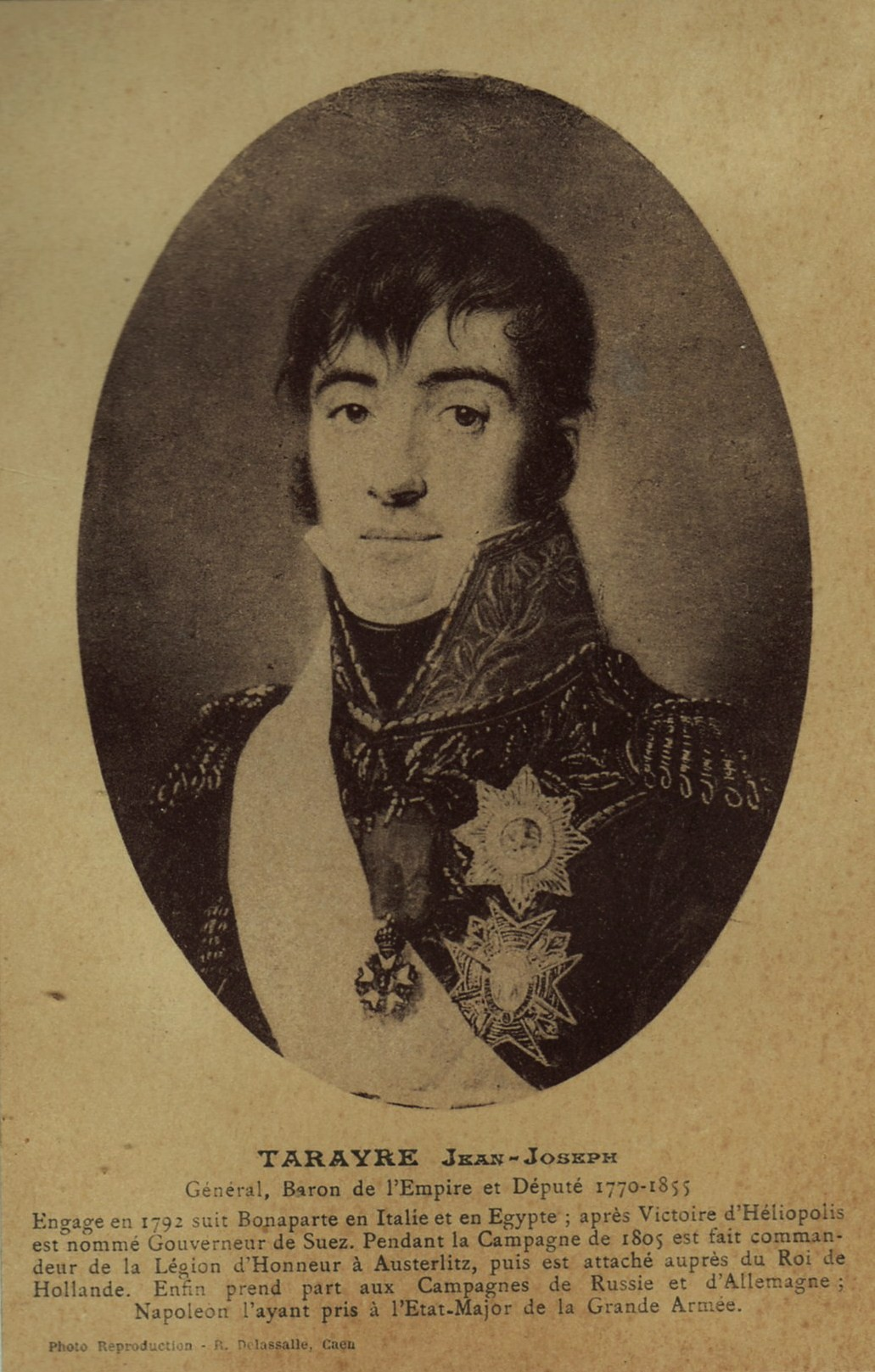
Porträt von Général Tarayre.

Als überzeugter Republikaner trat er am 4. Juli 1792 als Capitaine in das „2e bataillon de volontaires de l’Aveyron“ (2. Freiwilligenbataillon von Aveyron) ein. Er diente von 1792 bis 1797 in der
Armée d’Italie. Bei der Belagerung von Toulon im Dezember 1793 wurde er von einer Musketenkugel am rechten Bein verwundet.
Mit der „Ersten Zusammenlegung“ (Premier amalgame) wurde er am 16. April 1794 der „56e demi-brigade de bataille“ und mit der „Zweiten Zusammenlegung“ (Deuxième amalgame) am 9. Juli 1796 der „85e demi-brigade d’infanterie de ligne“ zugeteilt. Im Mai 1798 wurde Tarayre zur Teilnahme an der Ägyptischen Expedition eingeschifft. Bei der Belagerung von Akkon wurde er am 19. April 1799 durch eine Musketenkugel am rechten Oberschenkel und verwundet. Eine weiter Verwundung in der Brust erlitt er am 9. Mai als er beim Sturm auf eine Bresche in der Mauer eine Fahne aufpflanzte. Am 13. Mai wurde er von Bonaparte provisorisch zum Chef de bataillon der „85e demi-brigade“ befördert und am 9. Juni zum Kommandanten des Fort von Salahieh (Oberägypten) ernannt.
Dann der Division von Jean-Louis-Ebenezer Reynier abgestellt, konnte er sich am 20. März 1800 in der Schlacht bei Heliopolis auszeichnen. Am 14. Oktober 1800 provisorisch zum Adjudant-général von général Menou ernannt, wurde er am 18. Oktober Kommandant von Sues. Am 7. April wurde Tarayre provisorisch zum Chef de brigade der „21e demi-brigade lègère“  befördert und konnte sich am 27. Juni unter Belliard bei der Kapitulation von Kairo Verdienste erwerben, als er für den Abschluss des Abkommens über die Evakuierung der französischen Truppen verantwortlich war. Am 9. August 1801 zur Rückkehr nach Frankreich eingeschifft, wurde ihm nach seiner Rückkehr nach Frankreich am 30. Dezember sein Rang als Chef de brigade bestätigt.

### Dienst in Holland
Zwischen 1803 und 1805 war er in das Militärlager von Brügge abgestellt und wechselte dann im September 1805 in die „Armée du Nord“ unter Louis Bonaparte. Am 15. Juli 1806 wurde er zum Colonel  der „Grenadiere der Garde des Königs von Holland“ (Grenadiers de la garde du roi de Hollande) ernannt Am 1. August erteilte der Kaiser die Genehmigung, in holländischen Dienst zu wechseln.
Generalmajor am 30. August 1806, dann „Colonel général“ der holländischen Garde am 27. November 1806, wurde er am 1. Januar 1807 mit dem holländischen Unionsorden und mit dem Großkreuz des gleichen Ordens am 16. Februar 1807 ausgezeichnet. Am 3. August 1808 wurde er zum Generalleutnant der holländischen Armee befördert und erhielt 1809 den Posten eines Gouverneurs von Bergen-op-Zoom. Am 30. Juli wurde Tarayre Oberkommandierender der holländischen Streitkräfte die gegen die auf Walcheren gelandeten britischen Streitkräfte vorgingen (Walcheren-Expedition).

### Zurück in der französischen Armee
Am 30. Januar 1810 aus den holländischen Dienste ausgeschieden, wurde er am 23. Februar 1810 als Général de brigade wieder in die französische Armee übernommen und im gleichen Jahr zum Baron des Empire ernannt. Am 9. Februar wurde er À la suite des Generalstabes der Grande Armée gestellt. Am 22. Februar erhielt er den Orden der Wiedervereinigung verliehen. Am 29. Februar wurde die À la suite–Stellung in einen aktiven Posten im Generalstab der Grande Armée, die sich zum Feldzug nach Russland vorbereitete, umgewandelt. Am 2. Juni 1812 befand er sich in Kowno und übernahm am 15. September das Kommando über eine Brigade im 1. Korps von Davout, wo er am 1. März 1813 den Befehl über die 1. Brigade in der 4. Infanteriedivision des Aufklärungskorps am Rhein übernahm. Seit dem 12. März kommandierte er die 1. Brigade der 11. Infanteriedivision im 3. Korps von Maréchal Ney, mit der er in der Schlacht bei Lützen (2. Mai 1813), und der Schlacht bei Bautzen (20. und 21. Mai 1813) eingesetzt war.
Mit Datum vom 10. August 1813 wurde Jean-Joseph Tarayre der Orden der Ehrenlegion verliehen und 16. August übernahm er die Funktion eines Chef des Stabes des 3. Armeekorps als Nachfolger von Antoine de Jomini. Es folgten Einsätze in der Schlacht an der Katzbach am 23. August 1813, der Völkerschlacht bei Leipzig am 16. bis 18. Oktober 1813 und der Schlacht bei Hanau am 30. Oktober 1813. Am 2. November 1813 wurde ihm das Kommando über eine Brigade der 51. Division von Général Jean-Baptiste Pierre de Semellé im 4. Armeekorps übertragen. Am 16. November 1813 übernahm er das Kommando über die 1. Brigade der Pariser Reservedivision und erhielt am 11. Februar 1814 die Aufgabe, die Feldwachen in Versailles in einem Bataillon zusammenzufassen. Zum Kommandanten des Département Somme am 29. März 1814 bestimmt, wurde er am 1. September 1814 aus dem aktiven Dienst entlassen.
König Ludwig XVIII. verlieh ihm am 11. Oktober 1814 den Orden Chevalier de Saint-Louis und am 20. Januar 1815 den Titel eines Lieutenant-général.
Während der Herrschaft der Hundert Tage wurde er zunächst mit dem Kommando des 1. Armeekorps der „Armée du Nord“ beauftragt und erhielt am 9. Mai den Befehl, die Nationalgarde im 13. Militärbezirk zu organisieren. Am 10. Juli übergab er sein Kommando an Général Bigarré und schied am 1. August 1815 endgültig aus dem Militärdienst aus.

### Abgeordneter
Am 11. September 1819 wurde er zum Stellvertreter des großen Kollegiums der Charente-Inférieure gewählt, wo er ganz links saß, seine Wahl wurde jedoch am 4. Dezember wegen eines Formfehlers für ungültig erklärt.
Er wurde am 24. April mit 442 von 689 Stimmen als Mitglied des Parlaments wiedergewählt. Hier kämpfte er gegen den Haushaltsvorschlag von 1821 und wurde am 3. Juli 1820 zur Ordnung gerufen, weil er sagte, dass die Regierung nicht mehr die Zuneigung der Mehrheit der Franzosen genießen würde. Im Jahre 1824 kandidierte er nicht zur Wahl und zog sich nach Solsac zurück. Kommandant der Nationalgarde von Rodez seit dem 3. August 1830, wurde er am 29. Oktober desselben Jahres Inspektor der Nationalgarde verantwortlich für fünf Départements. Nachdem er am 7. Februar 1831 zur Reserve versetzt worden war, wurde er am 1. Juni 1835 in den Ruhestand verabschiedet.
Er wurde dann noch Präsident der „Zentralen Landwirtschaftsgesellschaft im Aveyron“ (Société d’agriculture du département de l’Aveyron) und Mitglied der Gesellschaft der „Geisteswissenschaften und Künste des Aveyron“ (Société de lettres, sciences et arts de l’Aveyron). Innerhalb dieser gelehrten Gesellschaft schlug er 1842 die Eröffnung eines Kanals (Suezkanal) zwischen dem Mittelmeer und dem Roten Meer vor.
Er starb am 27. November 1855 in Rodez.

## Auszeichnungen
- Légion d’honneur

Chevalier am 11. Dezember 1803.
Officier am 14. Juni 1804.
Commandeur am 10. August 1813.
- Ordre royal et militaire de Saint-Louis

Chevalier am 11. Oktober 1814.
- Großkreuz des Unionsordens am 16. Februar 1807
- Großkreuz des Ordens der Wiedervereinigung am 22. Februar 1812

## Ehrungen
Sowohl in Rodez als auch in Salles-la-Source ist eine Straße nach ihm benannt. Eine Statue von ihm, die sich auf dem aufgelassenen Friedhof „Saint-Cyrice“ in Rodez befand, wurde auf den Platz vor der Kirche
„Église du Sacré-Cœur de Rodez“ versetzt.